# Кватребрас
Кватребрас (нід. Quatrebras) — селище в нідерландській провінції Фрисландія. Входить до муніципалітету Тіцьєркстерадел. Наразі у селищі нараховується близько 35 будинків.

## Галерея

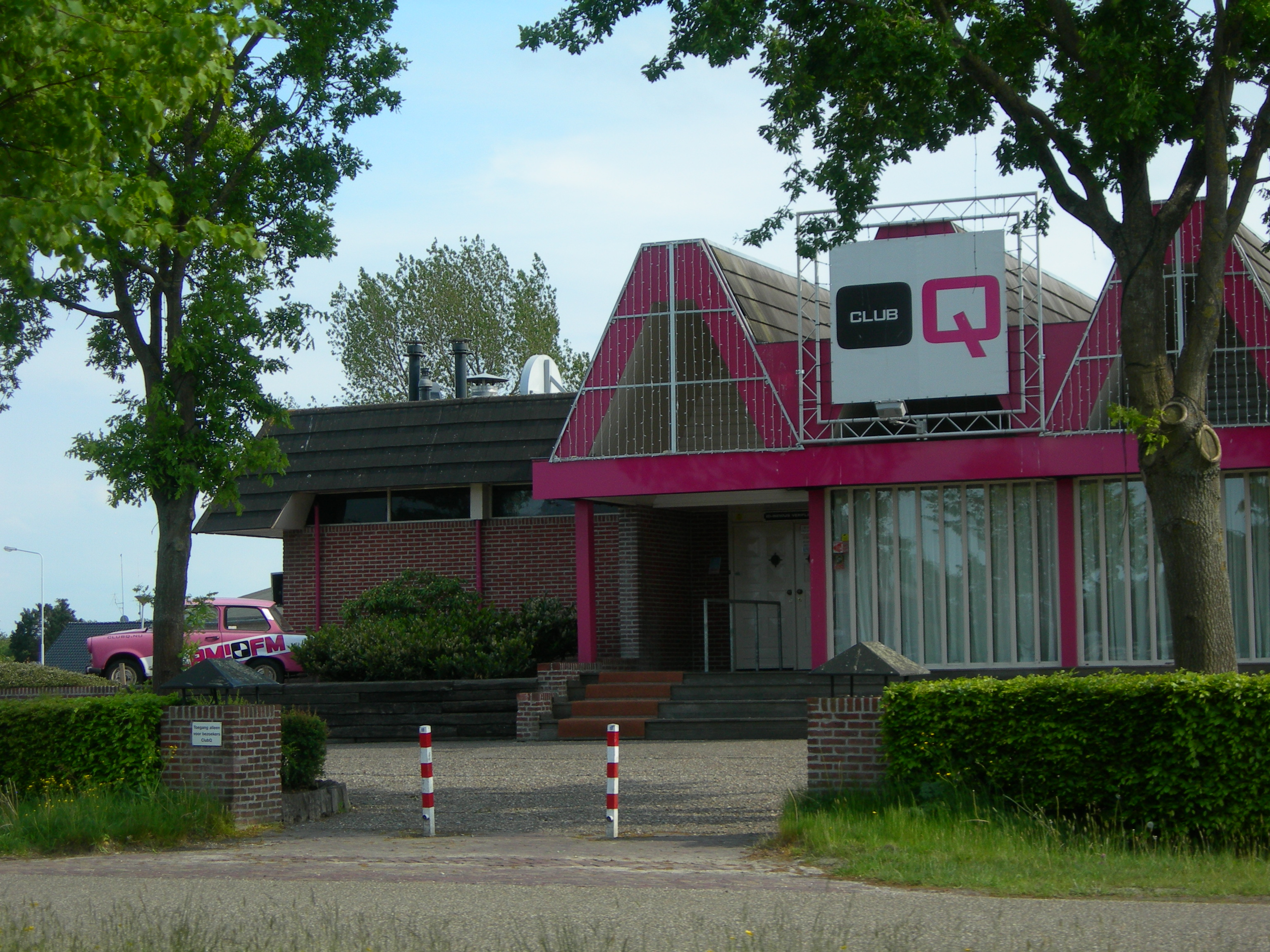
Нічний клуб Q (2011)